# Mystus leucophasis
Mystus leucophasis är en fiskart som först beskrevs av Blyth, 1860.  Mystus leucophasis ingår i släktet Mystus och familjen Bagridae. IUCN kategoriserar arten globalt som livskraftig. Inga underarter finns listade i Catalogue of Life.